# Dearest Cream Soda with love MAGIC All Time Super Best "Ballad"
Dearest Cream Soda with love MAGIC All Time Super Best "Ballad"（ディアレスト・クリーム・ソーダ・ウィズ・ラブ・マジック・オール・タイム・スーパー・ベスト・バラッド）はMAGICの5枚目のベスト・アルバム。2017年10月25日にrockabeat.worldから発売。

## 内容
上澤津孝、山口憲一、谷田部憲昭、久米浩司の4人での再結成以降、初の作品。メンバー選曲・監修、リマスタリングを行っており、1999年の解散までに発売された、これまでの収録曲から選曲されたベスト・アルバム。

## 収録曲
1. HIGHWAY BUS（5：02）[1]
作詞：上澤津孝
作曲：山口憲一
編曲：MAGIC
2. ジェニー（2：47）[1]
作詞：上澤津孝
作曲：山口憲一
編曲：MAGIC
3. Rainy Season（3：15）[1]
作詞：中山泰子
作曲：山口憲一・魚海洋司
編曲：魚海洋司・MAGIC
4. LAST SUMMER（3：07）[1]
作詞：山崎眞行
作曲：山口憲一・久米浩司
編曲：魚海洋司・MAGIC
5. バカだぜ…ジュリア（4：04）[1]
作詞：上澤津孝
作曲：山口憲一・久米浩司
編曲：土屋昌巳・MAGIC
6. ロンサム・トレイン（4：09）[1]
作詞：上澤津孝
作曲：山口憲一
編曲：土屋昌巳・MAGIC
7. あの夏が聴こえてくる（4：46）[1]
作詞：小田佳奈子
作曲・編曲：織田哲郎
8. 夜を駆ける（5：01）[1]
作詞：松井五郎
作曲：上澤津孝
編曲：織田哲郎
9. DEDICATED TO NORMA JEANE（5：52）[1]
作詞・作曲：上澤津孝
編曲：織田哲郎
10. MAGIC ～俺達のGlory Days～（6：12）[1]
作詞・作曲：上澤津孝
編曲：織田哲郎
11. Summer Rose（4：17）[1]
作詞：松井五郎
作曲・編曲：魚海洋司
12. ひまわり（3：27）[1]
作詞：竜真知子
作曲・編曲：NOBODY
13. THANK YOU, NOWHERE MAN（3：48）[1]
作詞・作曲：上澤津孝
編曲：NOBODY
14. Island Moon（4：00）[1]
作詞・作曲：上澤津孝
編曲：MAGIC
15. 旅人（3：44）[1]
作詞・作曲：上澤津孝
編曲：今井裕・MAGIC